# Frekvensstabilitet
Frekvensstabilitet används som ett begrepp inom elkraftteknik. Frekvensstabilitet handlar om kraftsystemets förmåga att upprätthålla en stabil frekvens efter en störning i balansen mellan produktion och förbrukning. 
För att elsystemet ska fungera måste frekvensen hela tiden hållas inom snäva gränser. Det nordiska elkraftsystemet balanseras mot en frekvens på 50 Hz. Tåligheten beror till stor del på mängden kinetisk energi i systemet samt tillgången på stabiliserande resurser; de automatiska funktioner och stödsystem som ändrar produktion och förbrukning utifrån förändringar i frekvensen. Det finns idag sex stabiliserande resurser:
- Frekvenshållningsreserv för normaldrift (FCR-N)
- Frekvenshållningsreserv för störning (FCR-D)
- Snabb frekvensreserv (FFR)
- Nödeffekt från likströmsförbindelser (EPC)
- Automatisk förbrukningsfrånkoppling (AFK)
- Effekt från generatorer med begränsat frekvenskänslighetsläge (LFSM)[1]

## Historia
När man i slutet på 1800-talet började bygga elproduktion blev det nödvändigt kunna att reglera både spänning och frekvens så att spänning och frekvens blev stabil även om belastningen varierade. Det kunde göras med olika mekaniska anordningar. Se vidare turbinregulator och centrifugalregulator. 